# Grupa Pax
Grupa Pax, hrvatska pop-grupa iz Austrije, glazbeni je sastav gradišćanskih Hrvata iz naselja Gerištofa. Osnovali su ga četiri Gerištofaca, koji su i danas aktivni: peljač i pijanist Paxox Feri Fellinger koji svira klavir, basist Franjo Jambrić, bubnjar Franjo Kröpfl i gitarist Berti Kuzmić 22. kolovoza 1977. Pojačanja ovog glazbenog sastava su gitarist Tome Janković iz Hrvatskoga Jandrofa i jačkarica Marija Alač iz Zagreba.

## Povijest
Osnovali su ga 22. kolovoza 1977. u krčmi Fabijanić u naselju Gerištofu, gdje su u pauzi nastupili ali još nisu imali imena za grupu jer nisu znali hoće li biti publika zainteresirana.
Tog dana je bio prvi sastanak u krčmi Fabijanić u Gerištofu: Berti Kuzmić, Franc Kröpfl, Franc Jambrić, Feri Fellinger. 28. kolovoza 1977. kupili su svoje prve glazbene instrumente koje isprobaju u osnovnoj školi Gerištof. 24. rujna 1977. po prvi put su nastupili u javnosti - a to na jednom događaju Gerištofi u pauzi. 2. listopada Glazba u 1977. su se odlučli za ime "PAX". 4. veljače 1978. imali su prvi službeni nastup, na ognjobranskom balu u Gerištofu na večer 2. rujna 1979. Rudi Berlaković po prvi put nastupio s njima (gitara). 15. studenoga 1980. su snimili prvi put jačke kod ORF - Gradišće: Ne bi te dao, Kad budu cvale djurdjice, Spavaj slatko moja mala. U lipnju 1981. je Rudi Rozenić počeo kod Paxov igrat gitaru. Slijedili su nastupi s Novimi Fosili, T. Ivčićem. 1982. prve prostorije za probat u Beču, kade su upoznali "Coru" (Corazon Verdillo, kasnije Pühringer) a 31. listopada 1982. prvi nastup s Corom. 1984. su snimili prvu pjesmu: "Hrvat mi je otac" i "Uz potočić". U listopadu 1984. nastupili u ORF studiju Beč gdje su upoznali svoga današnjeg menadžera Walter Scherlinga. U lipnju 1985. bila je prezentacija 1. LP-ploče (+Singleauskopplung) u Grinzingu. U srpnju 1986. snimili su 2. LP - ploču (+Singleauskopplung). Listopada 1987. pobijedili su na Hrvatskome glazbenom festivalu u Torontu s jačkom Stara ljubav. 1988. su iz grupe otišli gitarist Rudi Rozenić i bubnjar Franc Kröpfl (naslijedio ga je Andi Menrath). 1989. lj. Franc Kröpfl opet postaje bubnjar. Coro je zadnji put nastupio 21. listopada 1990. 5. siječnja 1991. bio je prvi nastup Kristine i Karin Gregorić. 1991. benefickoncerti za Hrvatsku. od 1992. Max Prenner igra gitaru. Karinka G. zadnji put je nastupila 1. listopada 1994. Prva CD-ploča ku suo snimili u Beču (Jakesch), izašla je 1995.,  prezentacija je bila u prosincu 1995. u Gerištofu. Rujna 1997. bio je posljednji nastup Kristine Gregorich. U listopada 1997. Cora Pühringer opet je solo-pjevačica. U listopada 1999. bio je posljednji nastup Maxa Prennera (e-git.), a njegov naslednik je Rudi Neumayr; Judith Bank svira Silent Violinu "Jedno ljeto dugo". 2000. je Tome Jankovič naslijedi Rudija Neumayera na e-gitari. 21. studenoga 2003. prilikom 25 ljet Pax - prezentacija nove CD-jke: ipak, gost Eliza Zsivkovits. Sudjelovali su na Brod Festivalu u Osijeku od 11. do 13. ožujka 2005. godine. Nova pjevačica od 13. siječnja 2007. im je Christiana Uikiza. Deset let u Paxu je jačkala Christiana Uikiza. Od 25. studenoga 2017. pjevačica je Marija Alač.
U svom 40. jubileju će gostovati 2018. na ljetošnjem Žabljaku u Gerištofu. U okviru svečevanja ćedu 31. kolovoza gdje su na koncertu s prijateljskim grupama prezentirati CD „Pax History“. Tom prilikom je peljač Feri Fellinger bio gost u emisiji Mahlzeit Burgenland.

## Djela
Dosada su snimili dvije ploče i dva CD-a: Čujte (1995.) i Ipak (2003.).

## Nagrade
2014. ljeta su primili nagradu Metron za 2013., ku dodiljuje Hrvatski centar u Beču.Peljač žirija za dodiljenje nagrade Rudi Gregorić je obraložio ar su lani Paxi svečevali 35. godišnjicu postojanja, u ki su svenek bili aktivna veza med Gradišćem i Bečom, takorekuć misinonari u hrvatskoj muzičkoj sceni i kroz tri i pol desetljeća bili jako uspješni, što se kaže u njevi nebrojeni nastupi, u „Društvu“ u Beč; posebna povezanost s hrvatskom kulturnom i muzičkom scenom u Beču — a to i kao osobe i kao kolektiv, a uza to se i osobno i u svojem službenom životu zalažu za hrvatski muzički naraštaj pred svim i Hrvatov ne samo u Gradišću i Beču, nego i susjedstvu. Nagradu, ka je imenovana po Metru Karallu, dodjeljuju od 2008. ljeta peršonam ili grupam, ke se osebujno zalažu za hrvatstvo. Pax su usko povezani s Hrvatskim centrom i zbog toga, ar je Metro Karall bio takorekuć njev muzički bečanski otac.

## Članovi
Današnja postava je:
- Berti Kuzmits - vokal, gitara
- Feri Fellinger - tekstopisac, vokal
- Franz Kröpfl - bubnjar, vokal
- Franz Jambrich - bas
- Marija Alač - vokal
- Tome Jankovič - vokal, električna gitara

## Vanjske poveznice
- YouTube